# 弗倫克河
47°28′51″N 7°44′46″E / 47.48094°N 7.74615°E

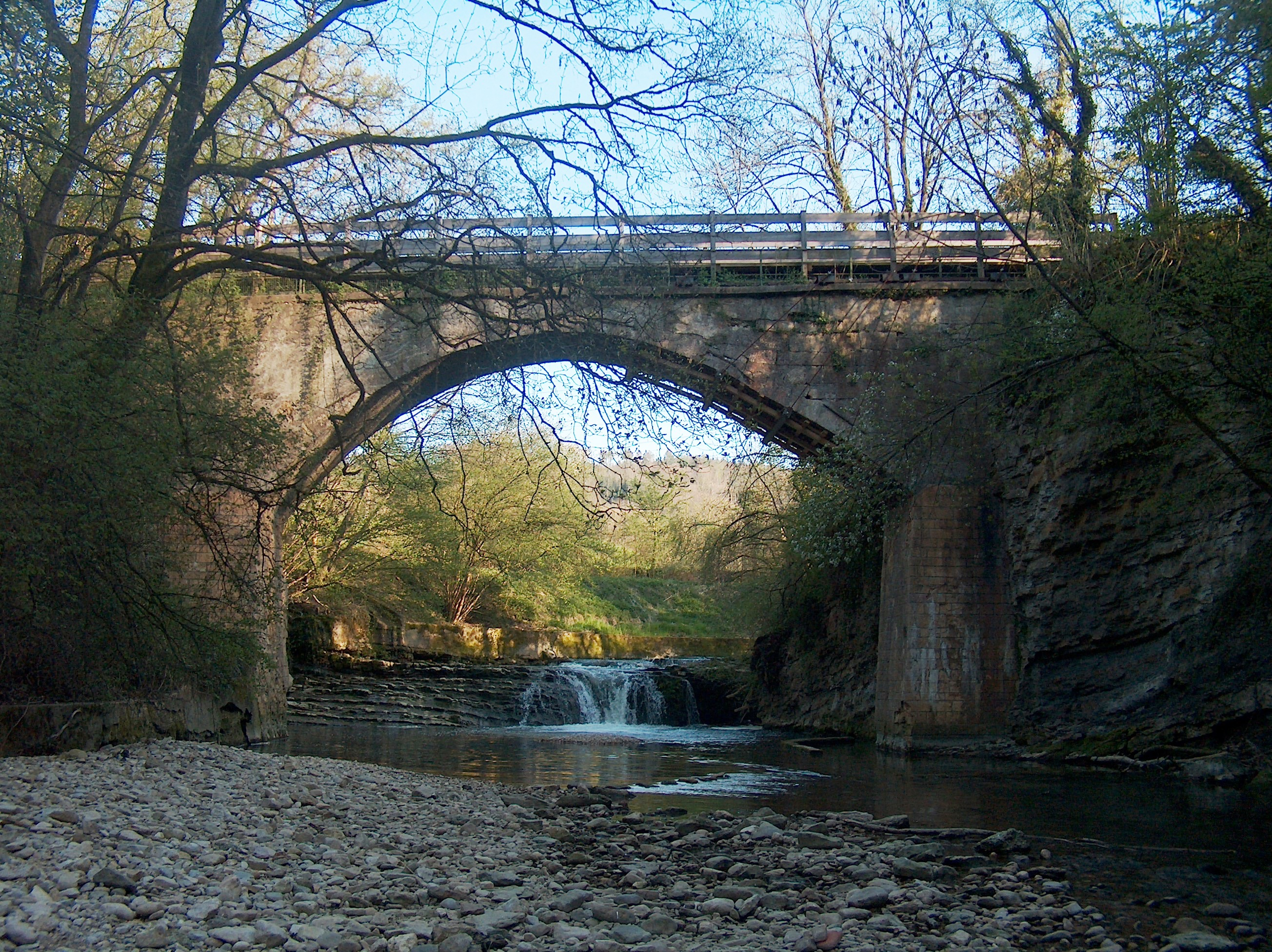

弗倫克河是瑞士的河流，位於該國西北部，流經巴塞爾鄉村州，屬於埃爾戈茨河的左支流，河道全長18.7公里，流域面積88.4平方公里，河口處在利斯塔爾。